# James Comer
James Richardson Comer (Carthage, 19 agosto 1972) è un politico statunitense, membro della Camera dei Rappresentanti per lo stato del Kentucky.

## Biografia
La carriera politica di Comer inizia nel 1999 quando diventa Presidente della Camera di Commercio della Contea di Monroe. Nel 2000 viene eletto nella Camera dei rappresentanti statale del Kentucky, incarico che mantiene fino al 2011. Nel 2011 viene eletto commissario all'agricoltura del Kentucky. Nel 2014 annuncia la sua candidatura a governatore del Kentucky ma nelle primarie repubblicane del 19 maggio 2015 viene sconfitto per soli 83 voti dall'imprenditore Matt Bevin.
Nel 2016 si candida alla Camera dei Rappresentanti nel primo distretto del Kentucky dopo le dimissioni di Ed Whitfield battendo nelle elezioni generali dell'8 novembre il democratico Sam Gaskins e venendo eletto deputato.